# Нижнє Алентежу (субрегіон)
Ни́жнє Аленте́жу (порт. Baixo Alentejo) — економіко-статистичний субрегіон в центральній Португалії. Входить до складу Алентежу. Включає в себе частину громад округу Бежа. Територія — 8 505 км². Населення — 135 105 осіб. Густота населення — 15,9 осіб/км². 

## Географія
Субрегіон межує: 
- на півночі — субрегіон Алентежу-Сентрал
- на сході — Іспанія
- на півдні — субрегіон Алгарве
- на заході — субрегіон Алентежу-Літорал

## Громади
Субрегіон включає в себе 13 громад округу Бежа:
- Алвіто
- Алжуштрел
- Алмодовар
- Барранкуш
- Бежа
- Відігейра
- Каштру-Верді
- Куба
- Мертола
- Моура
- Оріке
- Серпа
- Феррейра-ду-Алентежу